# Aéroport de Chongjin
L'aéroport de Chongjin (code IATA : RGO • code OACI : ZKHM), connu au sein de la Corée du Nord comme Aéroport Ŏrang,[citation nécessaire] est un petit aéroport situé à environ 40 kilomètres de Chongjin, Hamgyong du Nord, en Corée du Nord. Construit par l'Armée impériale japonaise, désigné en tant que K-33 (Hoemun Aérodrome) par l'United States Air Force pendant la Guerre de Corée, cet aéroport est maintenant contrôlé par l'Armée populaire de Corée. L'aéroport est normalement utilisé par les militaires, bien qu'un petit nombre de vols commerciaux fonctionnent également.
L'aéroport dessert également Rasŏn, qui est à environ une à trois heures de route.

## Situation
| \| 100 km1:10 733 000 \| Wonsan Kaesong Chongjin Pyongyang Samjiyŏn Sŏndŏk Hamhung-Tŏksan Sinŭiju Haeju |
| 100 km1:10 733 000                                                                                      |

## Compagnies aériennes et destinations
| Compagnies | Destinations      |
| ---------- | ----------------- |
| Air Koryo  | Pyongyang - Sunan |